# Caiman latirostris chacoensis
El yacaré chaqueño o caimán del Chaco (Caiman latirostris chacoensis) es una unidad evolutiva independiente (para otros una subespecie) que integra la especie de cocodrílido de la familia de los aligatóridos C. latirostris, la cual es denominada comúnmente yacaré overo, yacaré de hocico ancho, caimán choco, etc. Habita en el centro y centro-este de Sudamérica.  

## Taxonomía
Descripción original
Caiman latirostris chacoensis fue descrita originalmente como subespecie en el año 1965 por los zoólogos Marcos Abraham Freiberg y Antenor Leitão de Carvalho, para reconocer a la población occidental de la especie descrita originalmente en el año 1802 por el zoólogo francés François Marie Daudin, con el nombre científico de Crocodilus latirostris.
Localidad tipo
La localidad tipo referida es: “estero El Perdido y río Bermejo (cerca de El Zapallar, provincia de Chaco, Argentina”. La ciudad de El Zapallar es ahora denominada General José de San Martín y es la capital del departamento homónimo.
Holotipo
El ejemplar holotipo designado es el catalogado como: MACN 17.551; se trata de un cráneo que fue colectado por Antonio Amigo y Joaquín Nazara en agosto de 1939. Se encuentra depositado en la colección de herpetología del Museo Argentino de Ciencias Naturales Bernardino Rivadavia-CONICET (MACN), ubicado en la ciudad de Buenos Aires, capital de la Argentina.
Etimología
Etimológicamente, el término genérico Caiman podría proceder de la palabra en idioma taíno kaiman, aunque otros autores la hacen proceder de alguna lengua del Congo cuyo término pudo ser llevado por los primeros esclavos africanos llevados a Brasil o Cuba. El epíteto específico latirostris se construye con dos palabras en latín, en donde: lati (latus) significa ‘ancho’ y rostris (de rostrum) es ‘boca’, ‘pico’ u ‘hocico’, es decir: ‘hocico ancho’, refiere a la característica mayor anchura del hocico de este reptil respecto al de otras especies emparentadas. El nombre subespecífico chacoensis es un topónimo que alude a la zona de Sudamérica donde este taxón es más característico: la región chaqueña y a la provincia argentina donde fue colectado el tipo, la provincia del Chaco.
Historia taxonómica
La justificación para la asignación de un nombre subespecífico para denominar a la población de esta especie que habita en lagunas y ríos de las llanuras sedimentarias, no ha sido aceptada por algunos autores, los que creen que las diferencias entre ellas no son consistentes.
Para muchos otros autores, en cambio, esta diferenciación subespecífica era válida. Para el año 2018, si bien ya era una opinión minoritaria, todavía para algunos continuaba siendo válida.

## Caracterización
Caiman latirostris chacoensis puede distinguirse de C. l. latirostris por rasgos osteológicos (con mayor dificultad por caracteres somáticos). Muestra diferencias en las proporciones craneales, este posee relativamente mayor longitud respecto a su ancho, con mínima o nula participación de los huesos pterigoideos en el borde posterior de las fosas palatinas, estas son relativamente más cortas, contenidas entre 2 y ½ a 3 veces en la distancia entre su borde anterior y la punta de los premaxilares. El peso y tamaño de los ejemplares adultos es menor en C. l. chacoensis, generalmente no sobrepasando los 2,5 metros de longitud. También hay diferencias significativas en la lepidosis, al presentar 24 a 27 hileras de escamas transversales ventrales (contra 22 a 24 en C. l. latirostris). Es propia de C. l. chacoensis la presencia de muy atenuadas manchas mandibulares.

## Distribución y hábitat
Caiman latirostris chacoensis habita en especial en ambientes límnicos abiertos, de lagunas y ríos de corriente baja o moderada, que corren por llanuras sedimentarias y planicies de inundación, con riberas limo-arcillosas o arenosas, generalmente con escasa o nula presencia de roca. En las cuencas superiores de los ríos Pilcomayo y Bermejo vive al pie de las sierras en ambiente de selva pedemontana de las yungas (donde llega a alcanzar una altitud de 800 m s. n. m. en El Bordo, departamento General Güemes, Salta), pero allí prefiere vivir en lagunas comunicadas con ríos o que se sitúan próximas a estos.
El tronco de la distribución de Caiman latirostris chacoensis es el eje de los ríos Paraguay-Paraná (Medio), más los grandes ríos chaqueños que desembocan en él. Se distribuye en la Argentina en sectores de la región mesopotámica y en la región chaqueña, tanto en el nordeste como en el noroeste, en las provincias de: Jujuy, Salta,Tucumán , Formosa, Chaco, Santa Fe, Corrientes y Entre Ríos (cuenca del río Paraná), donde alcanza su distribución reproductiva más austral en el parque nacional Pre-delta.
En grandes inundaciones del río Paraná, algunos ejemplares son arrastrados sobre islas de camalotes hasta alcanzar las costas fluviales del nordeste de la Provincia de Buenos Aires y sudoeste de Uruguay.
En el Paraguay vive en la región chaqueña —donde conserva sus mayores efectivos en el país— y en la franja occidental y austral de la región oriental, donde sus poblaciones sufrieron un drástico declive por la persecución que ha sufrido debido al comercio de pieles.
En Bolivia se distribuye en el departamento de Tarija, en las provincias del Gran Chaco, Arce y O'Connor.
También lo hace en la cuenca superior del río Paraguay y en la amazónica del río Iténez, alcanzando el norte del departamento del Beni.
En Brasil habita la cuenca media y superior del río Paraguay y también en la del río Iténez o Guaporé, en los estados de Rondonia, Mato Grosso y Mato Grosso del Sur.
El mismo patrón biogeográfico de distribución de Caiman latirostris chacoensis (un taxón chaqueño diferenciado de otro relacionado, de geonemia brasílico-oriental) se repite para numerosos reptiles; responde al fundamentado rol de área de diferenciación y especiación del Gran Chaco y su historia pretérita, paleoclimática y paleogeográfica. A diferencia de Caiman latirostris latirostris, el cual es el único cocodrílido en sus hábitats, Caiman l. chacoensis convive en casi toda su distribución con Caiman yacare.

## Costumbres
Respecto a los hábitos, al compararlos con los de la subespecie típica, se señala que Caiman latirostris chacoensis presenta mayor actividad diurna, es menos acuática, con un comportamiento menos agresivo.
Se alimenta de caracoles acuáticos, cangrejos, anfibios, peces, aves, mamíferos, tortugas acuáticas, etc.
Para reproducirse, la hembra acumula restos orgánicos y en su interior deposita de 20 a 40 huevos, los que precisan de 70 a 80 días para la eclosión, la cual es ayudada por la madre, la que permanece en derredor del nido durante todo el periodo de incubación, ya que los huevos suelen ser predados por zorros, mayuatos, lagartos overos, etc.
Los juveniles también suelen ser muy consumidos por aves rapaces, cigüeñas, lobitos de río, etc., por lo que presentan una elevada tasa de mortalidad. Los ejemplares adultos solo son presa de grandes felinos (el puma y el yaguareté) y de grandes boidos (la boa de Amaral y anacondas verde y amarilla).

## Conservación
Sus poblaciones han sido diezmadas en el pasado para destinar su cuero a la industria marroquinera, ya que posee alto valor comercial por sus excelentes propiedades, al ser menos coriáceo que el de otros caimanes, al tener una menor osificación de osteodermos ventrales, lo que redunda en que el trabajo de procesamiento sea menos complejo. Lentamente sus números se están recuperando.
Con algunas poblaciones de Caiman latirostris chacoensis se realiza una explotación racional del recurso. Se colectan todos los huevos que los ejemplares silvestres depositan, para luego incubarlos artificialmente y realizar la recría en cautiverio de los ejemplares nacidos. Al año y medio de vida, es liberado en el mismo biotopo donde fue levantado el nido el 10 % de los ejemplares (una mayor porcentaje de los que hubiesen sobrevivido a esa edad en libertad). Al 90 % restante se lo continúa manteniendo en cautividad hasta el momento de la faena, aprovechándose su cuero y hasta su carne, la cual es comercializada en algunos restaurantes que ofrecen menús exóticos.